# Johan Wilhelm Palmstruch
Johan Wilhelm Palmstruch, född 3 mars 1770 i Stockholm, död 30 augusti 1811 i Vänersborg, var en svensk  militär, tecknare, grafiker, målare och kopparstickare.

## Biografi
Johan Wilhelm Palmstruch var son till majoren Urban Reinhold Palmstruch och Ulrica Sparfvenfelt samt vidare brorson till Georg Wilhelm Palmstruch och dotterson till Johan Henrik Sparfwenfeldt.
Han inträdde i militären, blev 1786 fänrik vid arméns flotta, deltog i 1788–90 års krig och var 1791 överste Rosenstein följaktig på dennes beskickning till Marocko. Han blev 1793 kapten i armén och 1796 ryttmästare vid Adelsfanan. Mellan 1797 och 1798 var Palmstruch lärare vid Fribyggarordens lyceum, ägnade sig sedan ett par år åt lantbruk.
År 1802 började planschverket Svensk botanik utges 1802 med kungligt privilegium. Figurerna tecknade Palmstruch själv, vanligtvis efter naturen, och gravyren utfördes i början av major K. V. Venus, sedan dels av Palmstruch, dels av Johan Gustaf Ruckman. Texten skrevs av Conrad Quensel och efter dennes död av Olof Swartz, som från början haft inseende över verket på uppdrag av Kungliga Vetenskapsakademien. Palmstruch övertog även utgivandet av Svensk zoologi, på vilken kammarrättsrådet Gustaf Johan Billberg senare erhöll privilegium, och av detta arbete, vars avbildningar allmänt lovades, utgav han nio häften från 1806. Sju band av botaniken var fullbordade vid Palmstruchs död.
Verket övertogs av Billberg och såldes sedan av denne till svenska staten, som genom Kungliga Vetenskapsakademien fortsatte dess utgivande och avslutade det med 11:e bandets 10:e häfte, som utkom 1843 (med innehållsförteckning till samtliga 11 band – detta sluthäfte är ytterst sällsynt). Även Svensk zoologi fortsattes av Billberg och slöts 1825.
Palmstruch var gift två gånger, men första hustrun, prostdottern Anna Ancher, avled samma år de gifte sig. Fem år senare gifte han om sig med borgardottern Margareta Catharina Sundberg som även hon var änka, efter en kunglig sekreterare Grave-Nymansson samt dotter till en sjökapten Sivert Sundberg. Tre av deras barn avled späda. Äldste sonen Reinhold Wilhelm Palmstruch var underlöjtnant vid arméns flotta. Dottern Sophia Palmstruch var gift med Magnus Jacob Crusenstolpe.

## Utmärkelser[4]
- Löjtnant - efter Slaget vid Svensksund (1789) - 1789
- Svensksundsmedaljen - efter Slaget vid Svensksund - 1790
- Riddare av Svärdsorden - efter Slaget vid Svensksund - 22 juli 1790